# Gunnar Lundström (sjukvårdare)

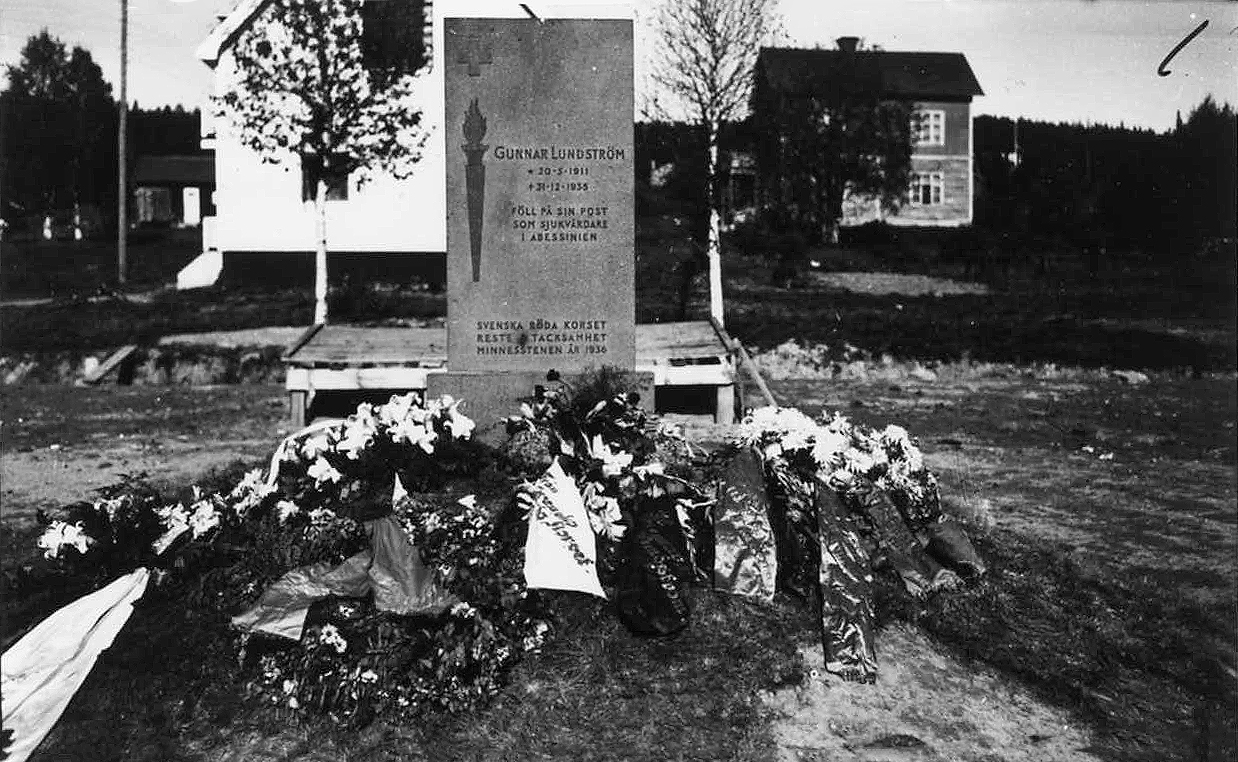
Gunnar Lundströms grav (Glommersträsk)

Gunnar Lundström, född 20 maj 1911, död 31 december 1935 i Abessinien,  var en svensk sjukvårdare som ingick i den svenska ambulansgruppen.
Han omkom när italienska plan anföll den svenska ambulansgruppen i Abessinien. I Glommersträsk finns en minnessten över honom, rest av Svenska Röda Korset.